# Тілгу
Тілгу (ест. Tilgu) — село в Естонії, входить до складу волості Риуге, повіту Вирумаа.